# Kojo Musah
Kojo Musah (* 15. April 1996) ist ein dänischer Leichtathlet, der sich auf den Sprint spezialisiert hat.

## Sportliche Laufbahn
Erste internationale Erfahrungen sammelte Kojo Musah im Jahr 2017, als er bei den U23-Europameisterschaften in Bydgoszcz im 100-Meter-Lauf mit 10,59 s im Halbfinale ausschied und mit der dänischen 4-mal-100-Meter-Staffel mit 40,12 s den Finaleinzug verpasste. 2019 startete er im 60-Meter-Lauf bei den Halleneuropameisterschaften in Glasgow und schied dort mit 6,81 s in der ersten Runde aus. Zwei Jahre später erreichte er dann bei den Halleneuropameisterschaften in Toruń das Finale und klassierte sich dort in 6,68 s auf dem achten Platz. Kurz zuvor stellte er in Randers mit 6,61 s einen neuen dänischen Hallenrekord über 60 m auf und verbesserte damit die Bestmarke von Kristoffer Hari aus dem Jahr 2020 um eine Hundertstelsekunde. Anfang Mai belegte er bei den World Athletics Relays im polnischen Chorzów in 39,56 s den vierten Platz in der 4-mal-100-Meter-Staffel und stellte im Vorlauf mit 39,06 s einen neuen Landesrekord auf. Zudem kam er mit der 4-mal-200-Meter-Staffel nicht ins Ziel. Mitte Juni siegte er in 10,17 s beim Kladno hází a Kladenské memoriály und stellte damit einen neuen Landesrekord über 100 m auf, den er bei den dänischen Meisterschaften auf 10,14 s verbesserte. Damit qualifizierte er sich über die Weltrangliste für die Olympischen Sommerspiele in Tokio, bei denen er mit 10,20 s in der ersten Runde ausschied. Zudem verpasste er mit der Staffel trotz neuen Landesrekords von 38,16 s den Finaleinzug.
2022 kam er bei den Weltmeisterschaften in Eugene mit der 4-mal-100-Meter-Staffel in der Vorrunde nicht ins Ziel und anschließend kam er auch bei den Europameisterschaften in München in der ersten Runde über 100 Meter nicht ins Ziel.
In den Jahren 2020 und 2021 wurde Musah dänischer Meister im 100- und 200-Meter-Lauf sowie 2022 über 100 Meter und 2019 siegte er in der 4-mal-100-Meter-Staffel. Zudem wurde er 2019 und 2021 Hallenmeister über 60 Meter.

## Persönliche Bestzeiten
- 100 Meter: 10,14 s (+0,9 m/s), 26. Juni 2021 in Odense (dänischer Rekord)
  - 60 Meter (Halle): 6,56 s, 30. Januar 2022 in Randers (dänischer Rekord)
- 200 Meter: 20,62 s (+0,8 m/s), 15. Juni 2021 in Kladno
  - 200 Meter (Halle): 21,98 s, 17. Februar 2018 in Skive